# Billar

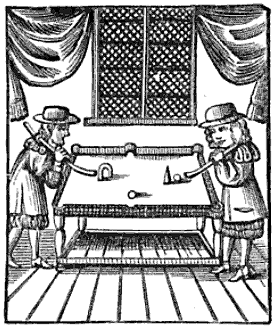
Gravat amb un billar amb obstacles, del llibre de Charles Cotton de 1674, The Compleat Gamester.

El billar o billard és un joc practicat sobre una taula rectangular de fusta, entapissada de verd, que consisteix en moure boles de plàstic (antigament de vori) impulsant-les mitjançant un tac.
Hi ha moltes varietats de billar. En algunes, l'objectiu és de fer caramboles: hi ha tres boles en joc i, colpejant-ne una, cal tocar les altres dues. En altres modalitats, el tauler té una sèrie de forats a les cantonades o en els límits de la taula, i cal fer entrar les boles en aquests forats. Els forats que hi ha a certes taules de billar i als quals s'hi han d'introduir les boles s'anomenen troneres. Reben el nom de virolet cada un dels cinc bastonets de pocs centímetres d'altària que es posen drets damunt la taula de billard, per a augmentar la varietat de jugades
Les principals subdivisions del billar són:
- Billar francès o de caramboles: Es juga amb dues boles blanques i una vermella, o bé una blanca, una groga i una vermella. Els jugadors tiren estratègicament amb les boles blanques (o groga i blanca), i la carambola consisteix a colpejar amb la bola jugadora a les altres dues. La consecució de carambola vàlida dona dret a seguir tirant; en cas de fallada, passa el torn a l'altre jugador, que llença amb la blanca contrària a la que va usar l'anterior. En destaquen les modalitats següents:
  - Lliure: Només restringeix sèries en els racons, per a això es tracen triangles (després de la segona carambola, ha de sortir del triangle-racó almenys una de les dues boles no jugadores).
  - Quadre 47/2: Sobre la taula es tracen línies -separades 47 cm- formant quadrats i rectangles en els quals s'estableix la mateixa limitació que en els racons de la modalitat "Lliure".
  - Quadre 47/1: El mateix que l'anterior però obligant a treure del quadre una de les boles contràries amb cada carambola que es faci amb elles dins.
  - Quadre 71/2: Mateixa limitació que Lliure o 47/2 però amb els quadres més grans.
  - Banda: S'obliga a que la bola jugadora tocar almenys una banda abans de tocar la tercera bola (completar la carambola).
  - Tres bandes: És obligatori que la bola jugadora hagi tocat ja almenys tres bandes abans de completar la carambola.
  - Artístic o de Fantasia: Consisteix a executar caramboles difícils d'un catàleg de posicions preestablertes i puntuacions pre definides segons la dificultat. Cada jugador disposa de tres intents per posició.

- Billar americà o pool: En aquest cas, la taula té 6 forats o troneres, quatre a les cantonades i dues més en el centre de cada un dels costats llargs de la taula. En ells s'han d'introduir les boles seguint les regles específiques de cada joc. Els jocs de pool solen comptar amb 15 boles numerades de l'1 al 15. Algunes modalitats són: Bola 7, Bola 8, Bola 9, Pool Continu i Rotació.

- Snooker, billar anglès i piràmide russa: Són jocs jugats en una taula de billar amb sis forats (que té unes dimensions de poc menys de 12 peus per 6 peus), que es classifiquen de forma separada al joc de pool pel seu desenvolupament històric separat, a més de una cultura i terminologia separades que caracteritzen el seu joc.

## Història
En general, es considera que tots els jocs de billar han evolucionat cap a jocs d'interior a partir dels jocs practicats sobre gespa de pal i pilota a l'aire lliure, relacionat amb els jocs històrics de mall i els moderns croquet i golf.
La paraula billar prové del mot francès billard, derivat de bille ‘tronc polit, tac’, potser d’origen celta. La primera font en català data de 1803. El term també podria procedir del francès bille, que significa 'bola'.

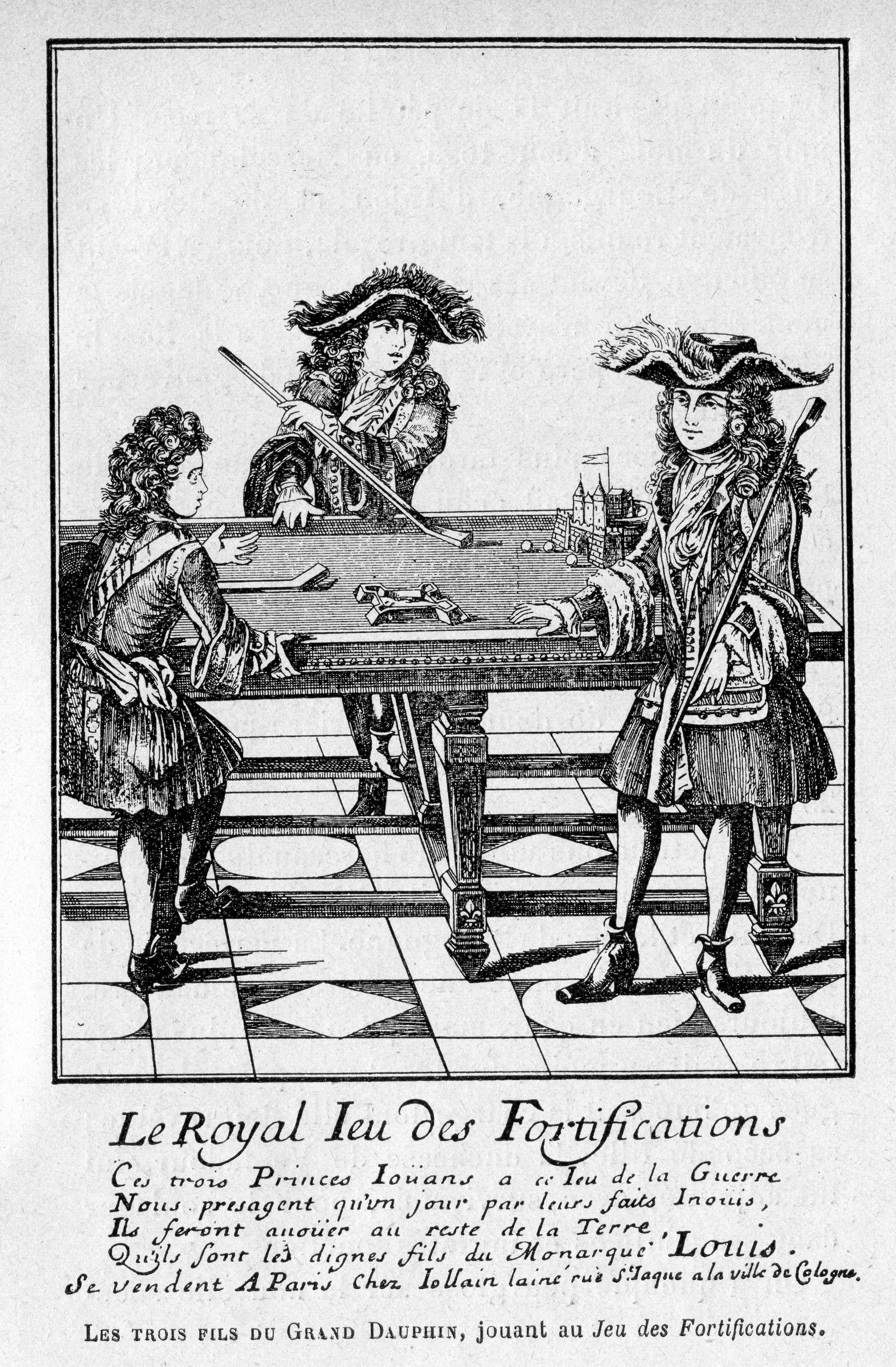
El fills de Lluís de França, jugant al 'joc reial de les fortificacions', un forma primerenca de billar d'obstacles amb semblances amb el minigolf

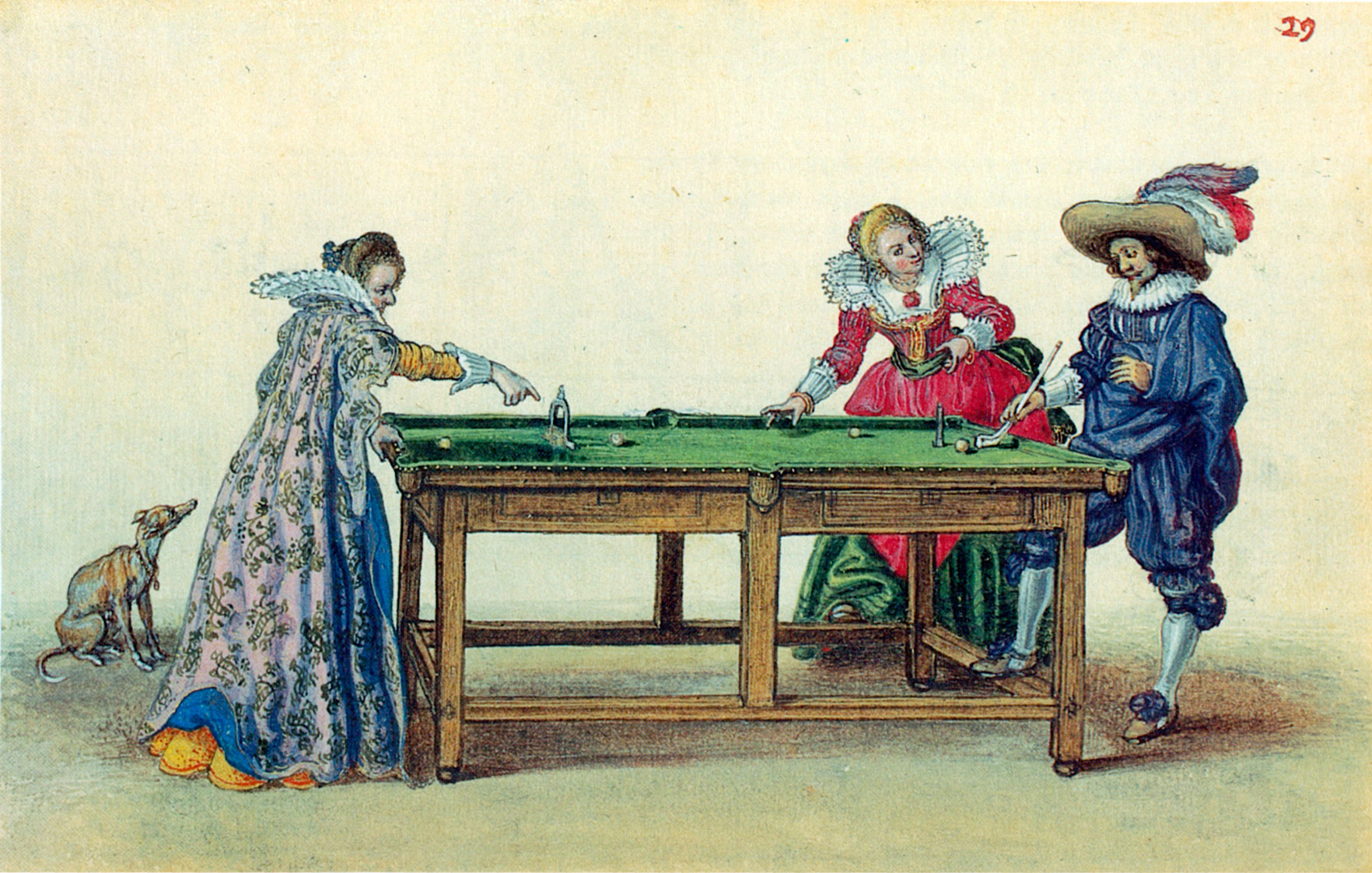
El billar a la dècada de 1620 es jugava amb un port, un agulla de rei, butxaques i maces.

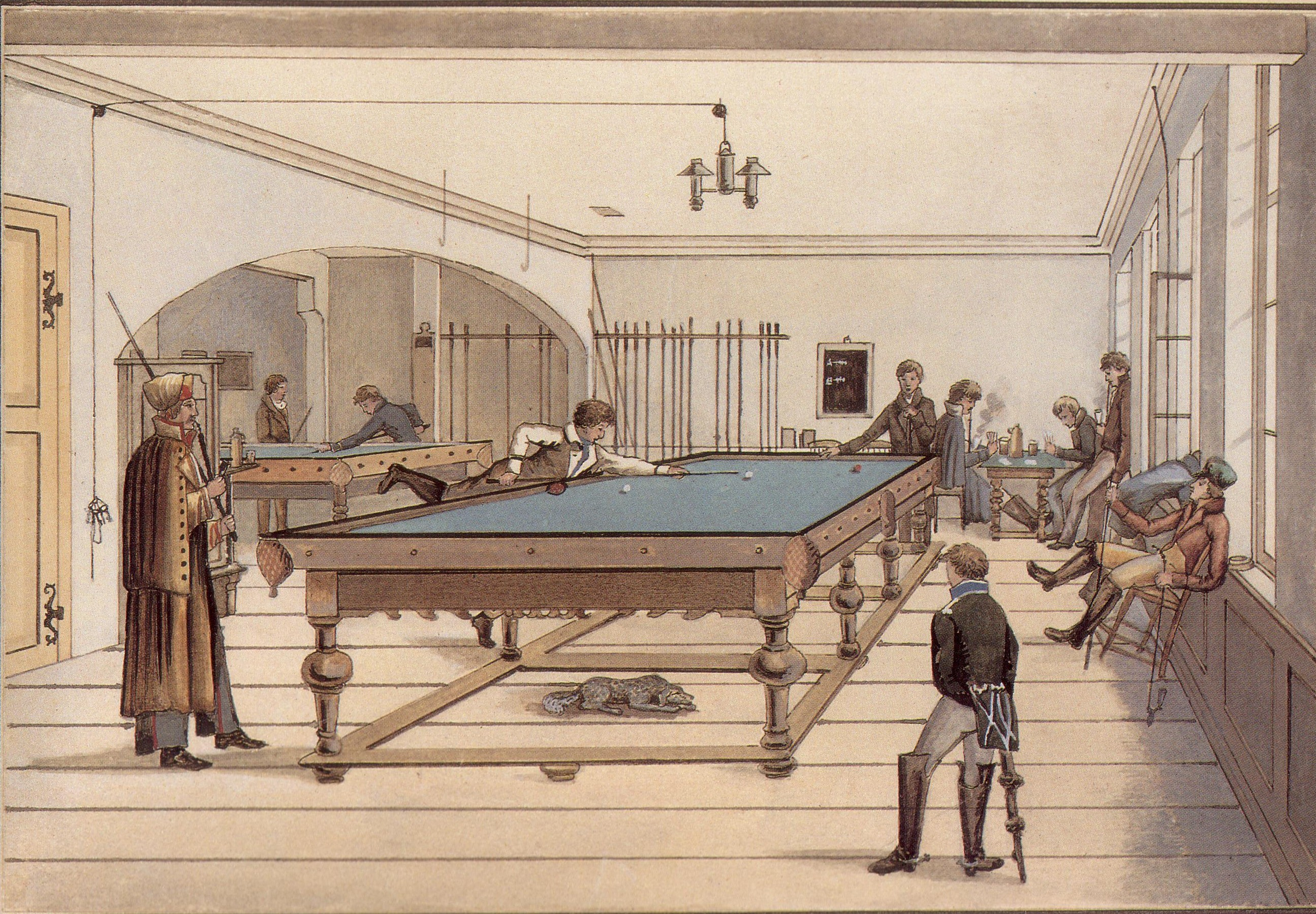
Joc de billar al segle XIX.

A la dècada de 1340 es jugava a l'aire lliure una forma reconeixible de billar i recordava el croquet. El rei Lluís XI de França (1461–1483) va tenir la primera taula de billar coberta coneguda. Lluís XIV va perfeccionar i popularitzar encara més el joc, i es va estendre ràpidament entre la noblesa francesa. Tot i que el joc s'havia jugat durant molt de temps sobre el terreny, aquesta versió sembla que es va extingir (a part del trucco) al segle xvii, a favor dels jocs de croquet, golf i bitlles, fins i tot quan el billar de taula havia crescut en popularitat com a activitat interior.
El billar va créixer fins al punt que el 1727 es jugava a gairebé tots els cafès de París. A Anglaterra, el joc s'estava convertint en una activitat molt popular entre els membres de la noblesa.
Inicialment, s'utilitzava una maça per empènyer les boles, en lloc de colpejar-les. El tac recentment desenvolupat va suposar un nou repte. Els coixins es van començar a farcir de substàncies per permetre el rebot de les boles, per tal de potenciar l'atractiu del joc. Després d'un període de transició en què només els millors jugadors utilitzaven tacs, aquest va arribar a ser la primera opció d'equipament.
La demanda de taules i altres equips va ser satisfeta inicialment a Europa per John Thurston i altres fabricants de mobles de l'època. Les primeres boles estaven fetes de fusta i argila, però els rics preferien utilitzar ivori.
Els primers jocs de billar implicaven diverses peces d'equipament addicional, inclòs el "arc" (relacionat amb el cèrcol de croquet), el "port" (un cèrcol diferent, sovint rectangular) i el "rei" (un passador o bitllet a prop de l'arc) al principis del segle xvii a finals del segle xviii, però altres variants del joc, que es basen en els coixins (i les butxaques tallades a ells), s'estaven formant que tindrien un paper fonamental en el desenvolupament del billar modern.
Als Estats Units, el billar i el billar americà s'havien extingit durant un temps, però entre 1878 i 1956 els jocs es van fer molt populars. No va ser fins al 1961 quan va sortir la pel·lícula El vividor que va despertar un nou interès pel joc. Ara el joc és generalment conegut i té molts jugadors de tots els diferents nivells d'habilitat.

## Competicions destacades
- Campionat del Món de billar artístic
- Campionat del Món de billar a tres bandes
- Campionat del Món de billar a una banda
- Campionat del Món de billar de carambola lliure
- Campionat del Món de billar de carambola quadre 47/1
- Campionat del Món de billar de carambola quadre 47/2
- Campionat del Món de billar de carambola quadre 71/2
- Campionat del Món de billar pentatló
- Campionat d'Europa de billar artístic
- Campionat d'Europa de billar a tres bandes
- Campionat d'Europa de billar a una banda
- Campionat d'Europa de billar de carambola lliure
- Campionat d'Europa de billar de carambola quadre 47/1
- Campionat d'Europa de billar de carambola quadre 47/2
- Campionat d'Europa de billar de carambola quadre 71/2
- Campionat d'Europa de billar pentatló
- Campionat del Món de Snooker
- Masters (snooker)